# Sibila de Conversano

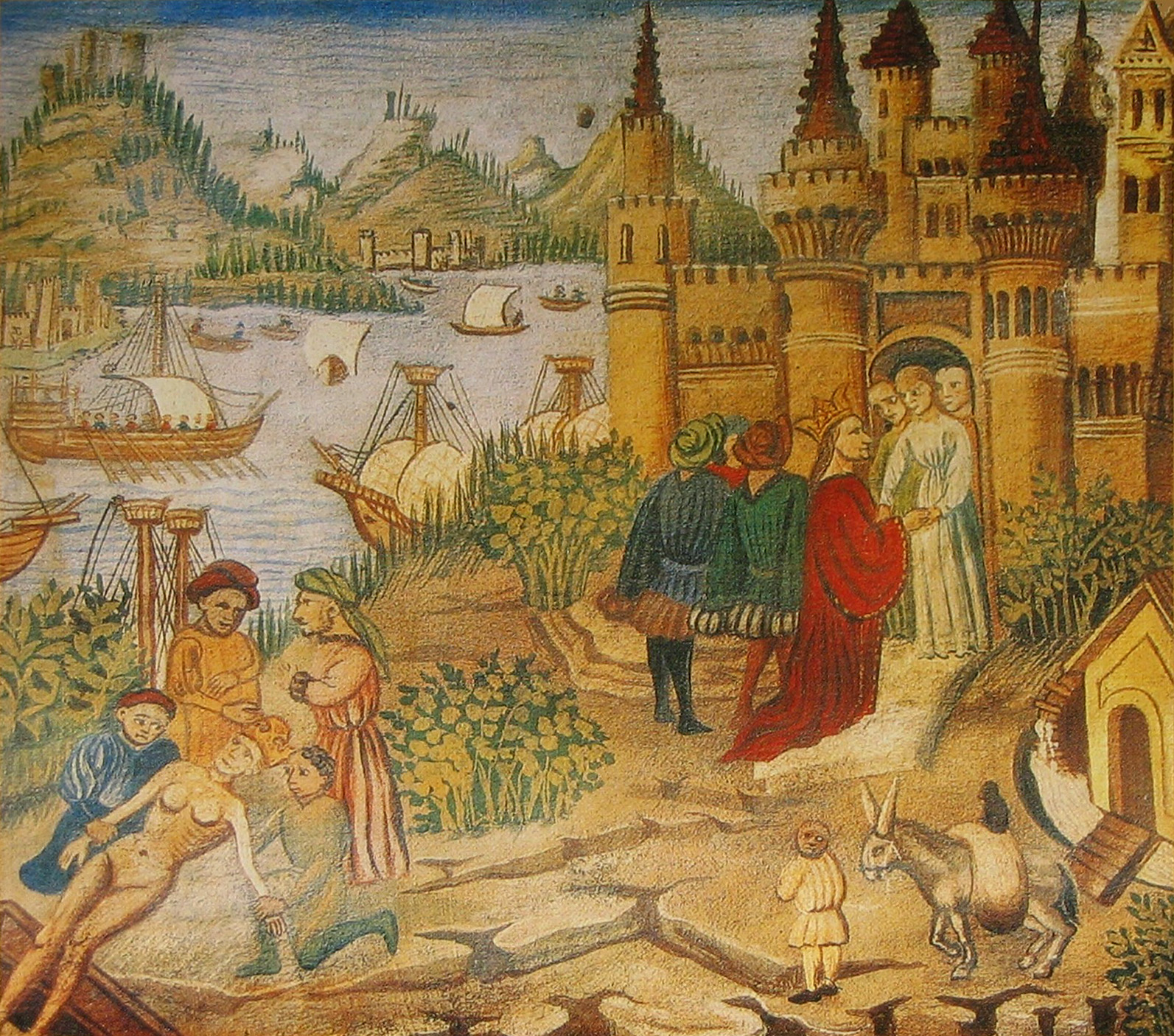
Representación de la muerte de Sibila de Conversano.Miniatura del Canon de Avicena

Sibila de Conversano (Apulia, c. 1080 – Rouen, 1103) fue condesa de Conversano por derecho propio y duquesa consorte de Normandía por su matrimonio con Roberto II Courteheuse.

## Biografía
Sibila nació probablemente en Conversano, cerca de Bari, alrededor del año 1080. Hija de Godofredo de Brindisi, conde de Conversano, y sobrina nieta de Roberto Guiscardo, pertenecía a la nobleza normanda del sur de Italia y a la poderosa familia de los Hauteville.

Durante el invierno de 1096-1097, mientras Roberto Courteheuse (primogénito de Guillermo el Conquistador y Matilde de Flandes) se encontraba en Apulia en espera de embarcar hacia la primera Cruzada, probablemente comenzó las negociaciones para casarse con la heredera Sibila de Conversano. Al regresar de la cruzada, Roberto desposó a Sibila en Apulia (1100). Poco después de llegar a Normandía, Roberto y Sibila peregrinaron a la abadía del Monte Saint-Michel para dar las gracias porque él había vuelto a salvo de la cruzada.

El 25 de octubre de 1102 la duquesa dio a luz un hijo, al que bautizaron como Guillermo. El 18 de marzo de 1103, menos de seis meses después del parto, Sibila murió en Rouen y fue enterrada en la iglesia catedral. Guillermo de Malmesbury afirmó que la duquesa murió a causa de que le ciñeron el pecho muy fuerte, mientras que Torigny y Orderico sugirieron que fue asesinada por una cábala de mujeres nobles lideradas por Inés de Ribemont, la amante de su esposo. Según la leyenda, Sibila murió por haber succionado el veneno de una flecha que había herido a su marido en Tierra Santa, sacrificándose por él luego de consultar a los físicos de la escuela de Salerno.

## Carácter
Los cronistas de la época alabaron tanto la belleza como la inteligencia de Sibila. Orderico Vital escribió que ella poseía muchas y encantadoras virtudes. Roberto de Torigny señaló que, durante la ausencia de Courteheuse, la nueva duquesa administró Normandía mejor que su esposo.

## Descendencia
Roberto y Sibila tuvieron un solo hijo:
Guillermo Clito (1102-27 de julio de 1128), conde de Flandes y duque nominal de Normandía.